# Riu Beas
Beas (o Bias), també dit Hífasis o Hípasis, és un dels cinc rius del Panjab, corresponent al clàssic Hyphasis dels sànscrit Vipasa. Fou el límit oriental de les conquestes d'Alexandre el Gran el 326 aC.
Neix a les muntanyes de Kullu a 4.130 metres d'altura, al pas de Rohtang a Himachal Pradesh. Corre al sud-oest per l'antic estat de Mandi i el districte de Kangra; forma el canal principal de drenatge del riu Kangra; travessa les muntanyes i prop de Reh es divideix en tres canals que després es reagrupen prop de Mirthal. A les muntanyes Siwalik gira una mica al nord per després tornar al sud en direcció als districtes de Hoshiarpur i Gurdaspur. Segeuix en direcció a Amritsar i cap al Sutlej amb el que s'uneix finalment a Harike Pattan (al sud d'Amritsar) després d'un curs de 467 km. El Sutlej s'uneix al Chenab i forma el Panjnad que és un afluent de l'Indus. Les aigües del Ravi, Beas i Sutlej foren atribuïdes a l'Índia en el tractat d'aigües entre Índia i Pakistan.
Els afluents principals són el Chakki (que hi desaigua prop de Mirthal) i el Bein (conegut com a Bein Negre o Bein Siyah per distingir-lo del Bein Blanc o Bein Safed) que hi desaigua a uns 15 km abans de la unió amb el Sutlej.